# Rue de la Brasserie
La rue de la Brasserie est une voie de la ville de Nantes, dans le département français de la Loire-Atlantique.

## Situation et accès
Située dans le quartier Dervallières - Zola, la rue de la Brasserie, longue de 269 mètres, relie la place René-Bouhier à la rue Babonneau d'Est en Ouest. Sur sa partie Nord, elle rencontre la rue Lavoisier, la rue Basile Valentin et la rue Daubenton. Sur sa partie sud, elle rencontre la rue Mathurin-Brissonneau, la Rue Michel Le Lou du Breil et la rue Meuris

## Origine du nom
Le nom de la rue lui a été donné par l'établissement d'une brasserie par le sieur Rissel au XVIIIe siècle à l'angle droit de cette rue et de du boulevard de Launay.

## Historique
Une arche sur la Chézine, au dessus du Pré Levêque, un peu à l'ouest de la place La Moricière et de l'entrée de l'avenue de Launay, servait de passage à cette rue et figure en 1836 sur le plan de Jouanne. Elle a dû disparaître vers 1845 lors des remaniements du quartier.
La galerie Saint-Louis, tranchée couverte du tunnel ferroviaire de Chantenay, passe sous la rue de Constantine, la place René-Bouhier et la rue de la Brasserie sur une longueur de 431 m.

## Bâtiments remarquables et lieux de mémoire

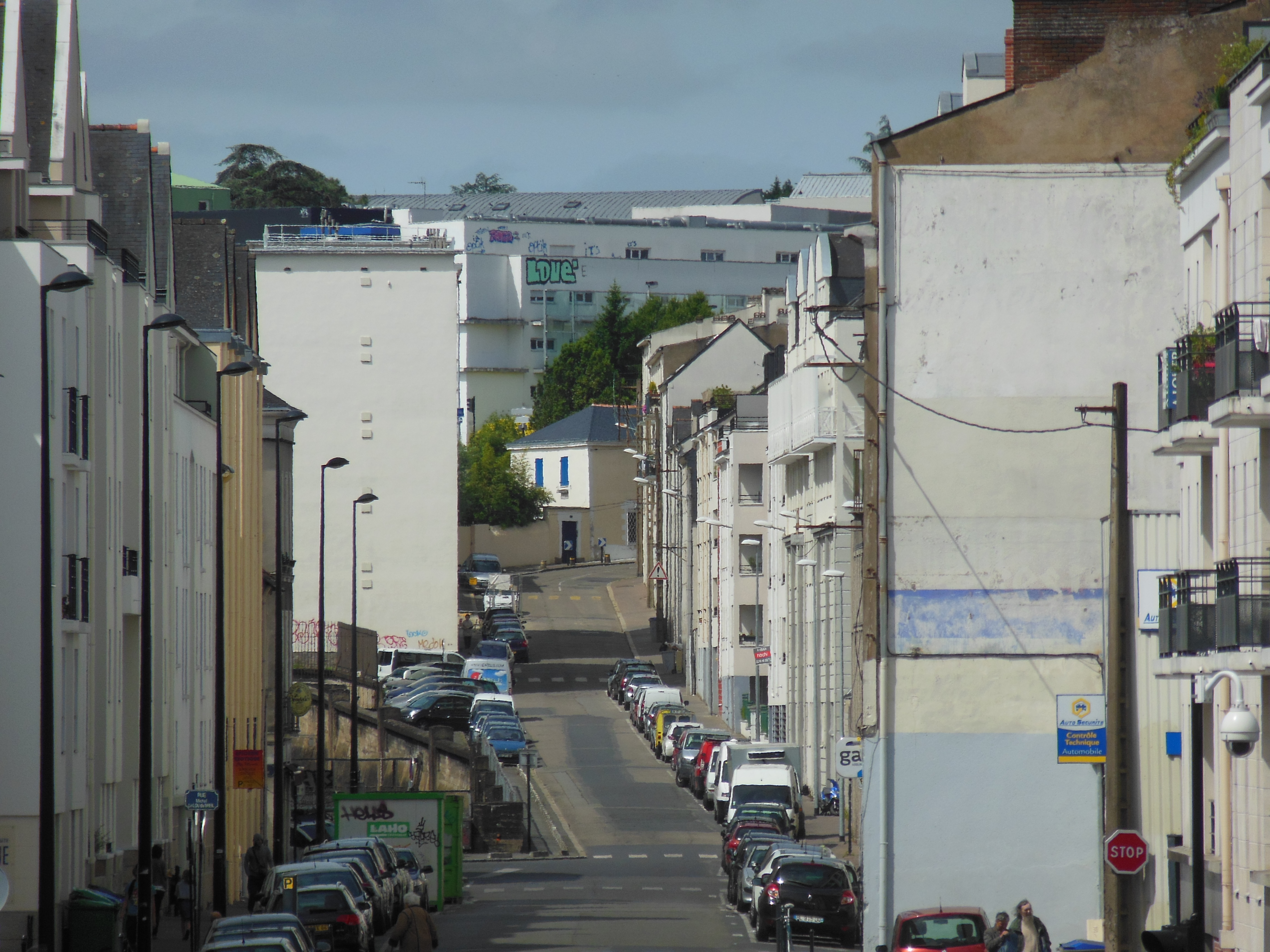
Rue de la Brasserie et rue Babonneau en perspective
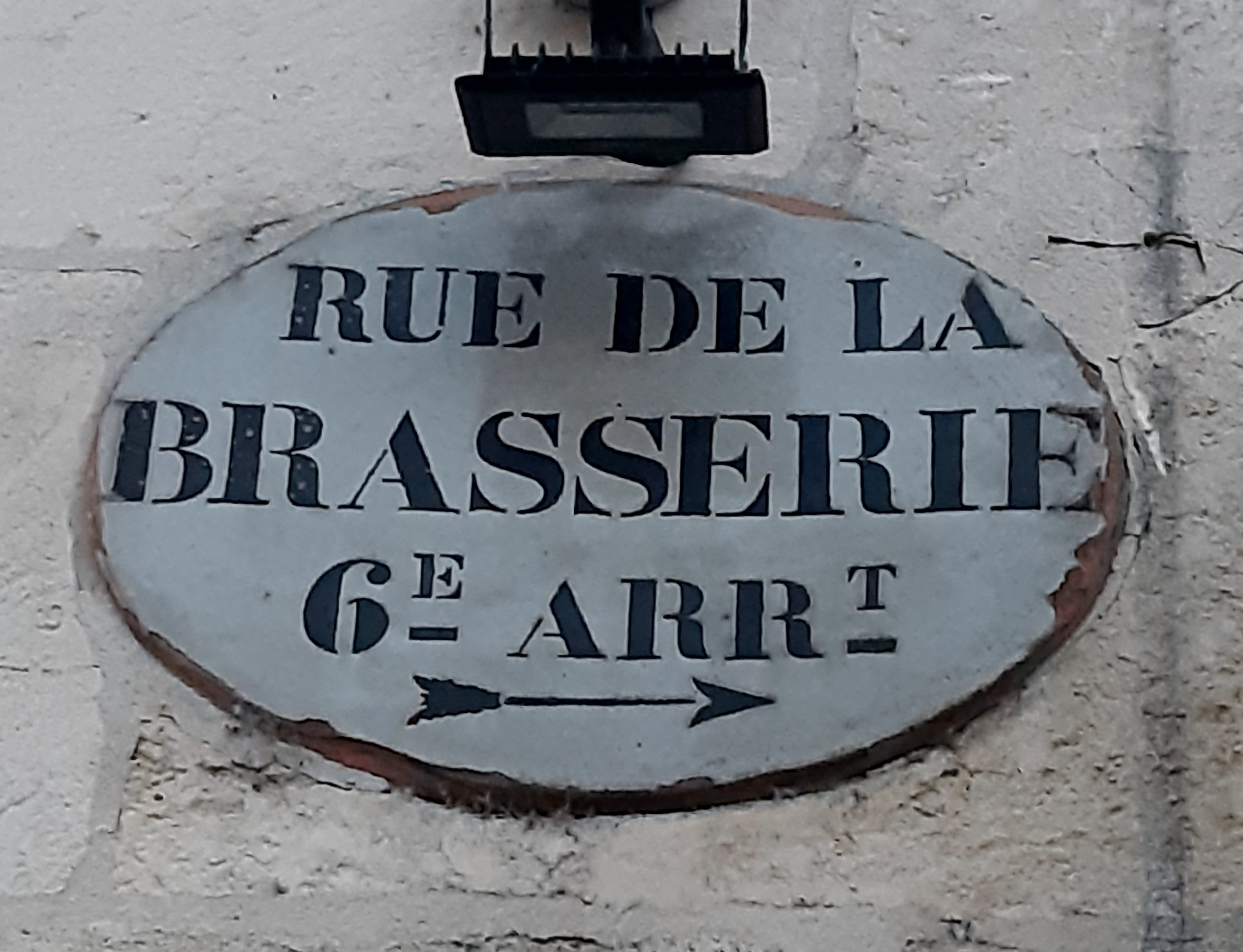
Ancien panneau de la rue de la Brasserie